# イドリース1世 (リビア王)
イドリース1世（アラビア語: إدريس الأول, ラテン文字転写: Idris I, 1889年3月12日 - 1983年5月25日）は、リビア王国の国王（在位：1951年12月24日 - 1969年9月1日）。ムハンマド・イドリースとも。初代にして最後の国王である。
1952年に発行されたリビアの5ピアストル（リビア・ディナールの補助通貨）紙幣に肖像が使用されていた。

## 生涯

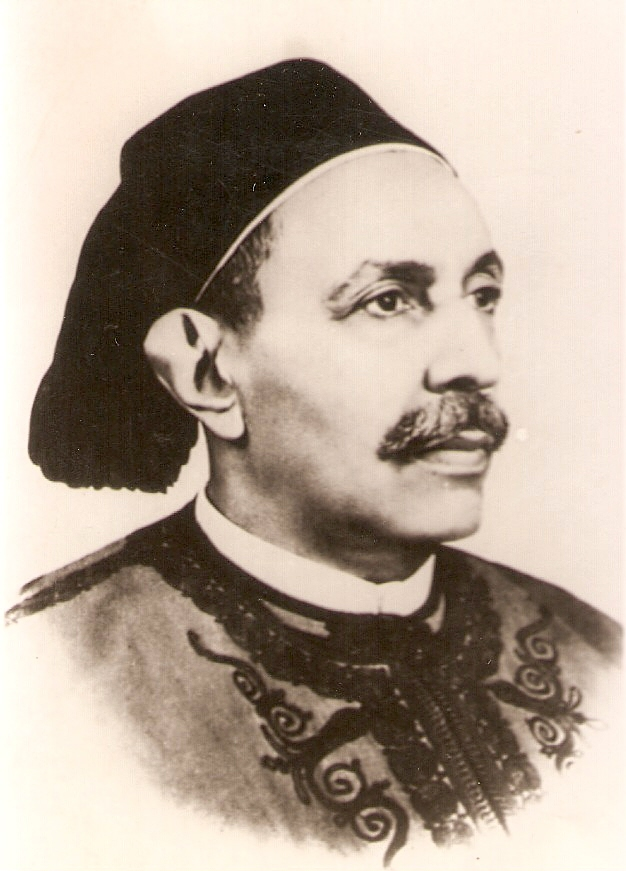
若いころのイドリース1世

### 即位
オスマン帝国領のキレナイカ（リビア東部）で長年サヌーシー教団を率いてきたサヌーシー家に生まれる。サヌーシー国家の将来の国王となるべく育てられたものの、1911年の伊土戦争でリビアはイタリアにより植民地化された。サヌーシー教団はイタリア支配に抵抗し、第二次世界大戦では、枢軸国の一員として参戦したイタリアに対して連合国側について戦ったが、1943年にイタリアが敗戦した後のリビアはイギリスとフランスの共同統治領とされた。このため、ムハンマド・イドリースは長年、宗主国の下でキレナイカ地方でのある程度の自治権を認められていただけであり、元首の地位に就くことはなかった。
しかし、国際連合の決議によりキレナイカとトリポリタニア、フェッザーンの3州による連合王国（リビア王国）がイギリスより独立を果たした1951年12月24日、リビア国王に即位し、その後石油収入で潤うことになる同国の国王として君臨することになる。

### 西側諸国への接近

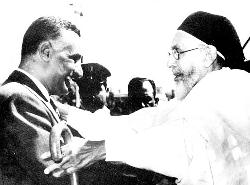
エジプトのナーセル大統領と会談するイドリース1世

即位後は冷戦下において、旧宗主国のイギリスやアメリカと緊密な関係を保ち続け、アーマンド・ハマー率いるオクシデンタル・ペトロリウムやロイヤル・ダッチ・シェルなどの両国の石油関連企業が同国内で石油の掘削を行う際の後見人的立場となり、西側諸国への安定した石油供給に協力し続けた。

### 亡命
しかし、そのような親西側の態度に反発したムアンマル・アル＝カッザーフィー陸軍大尉とその同志が、イドリース1世が病気療養でトルコに滞在中の1969年9月1日に無血のクーデターを起こしたため、亡命を余儀なくされた。その後しばらくの間トルコに滞在し、さらにリビアの隣国のエジプトに亡命し、1983年に死去した。

### 死後

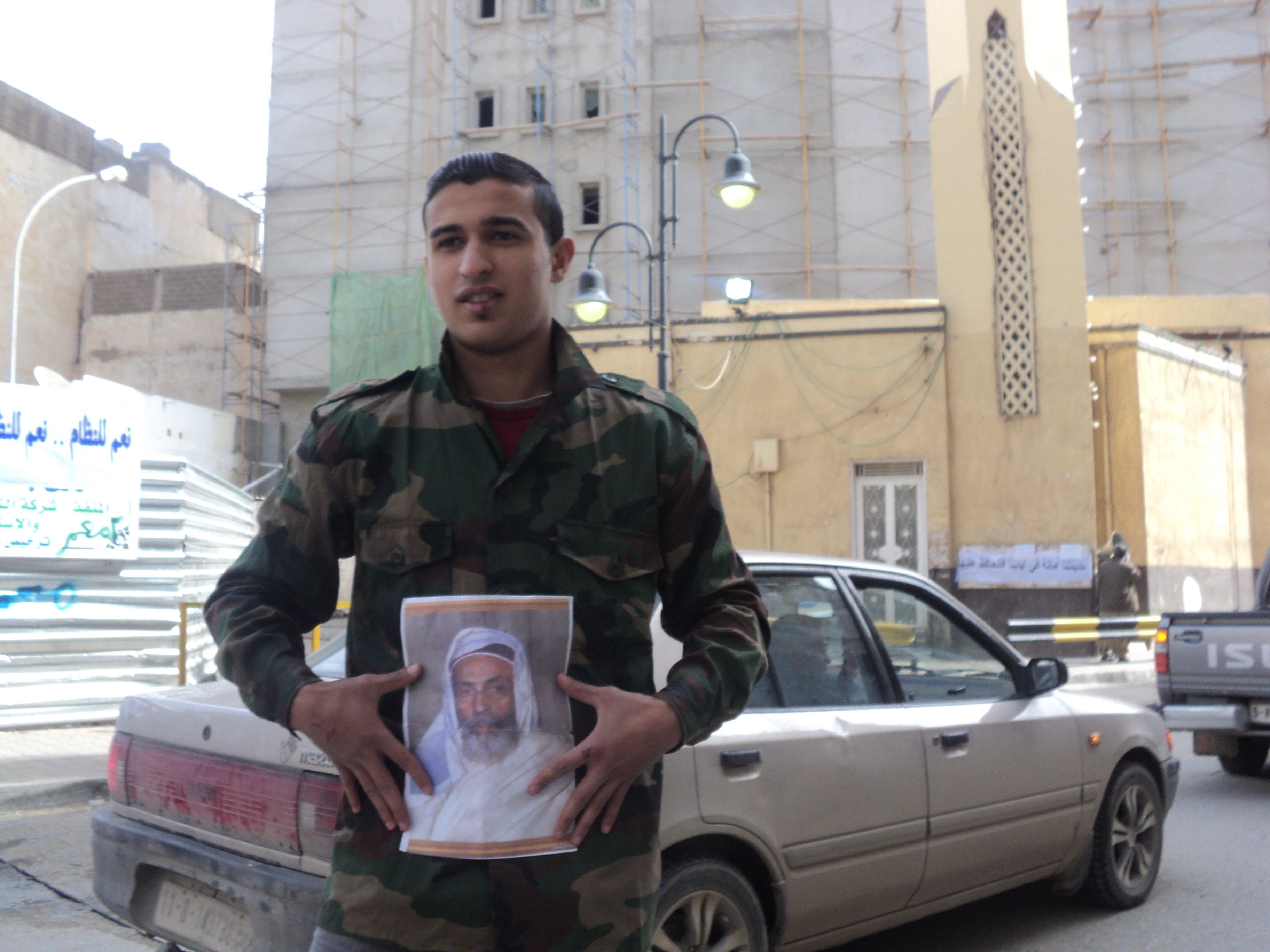
リビア内戦では、反カダフィ勢力や野党側の象徴として、王国時代の国旗やイドリース1世の写真が掲げられた

イドリース1世の死後、カッザーフィーに対するリビア国民の不満が爆発し2011年リビア内戦が発生。リビア国民評議会は王国時代の国旗を使用しており、2011年8月首都トリポリを制圧して事実上リビアの代表政権になった。